# Characterie
Unter dem Namen Characterie („Zeichenkunst“) veröffentlichte der Engländer Timothy Bright 1588 das erste echte Stenografie-System der Neuzeit und das erste für die englische Sprache.

## Hintergrund
Mit dem endgültigen Verschwinden der altrömischen Tironischen Noten aus den europäischen Klöstern im 11. Jahrhundert gab es für fünf Jahrhunderte keine richtige Kurzschrift mehr im christlichen Europa. Man behalf sich in dieser Zeit mit Abkürzungen der Langschrift. Zudem waren Geheimschriften in Gebrauch, die aufgrund ihrer meist kürzeren Zeichen auch zum Schnellschreiben empfohlen wurden.
Im 16. Jahrhundert erlebte England unter Königin Elisabeth I. einen politischen und kulturellen Aufschwung. Die Regeln der englische Schriftsprache waren in einer Grammatik formuliert und es gab eine einheitliche Rechtschreibung. Dies bereitete den Boden für die Entstehung einer Kurzschrift. Bright wurde zu seiner Schrift durch die Tironischen Noten sowie durch die mittelalterlichen Geheimschriften angeregt. Auch seine Schrift empfahl Bright nicht nur als Kurzschrift, sondern auch als Geheimschrift.

## System

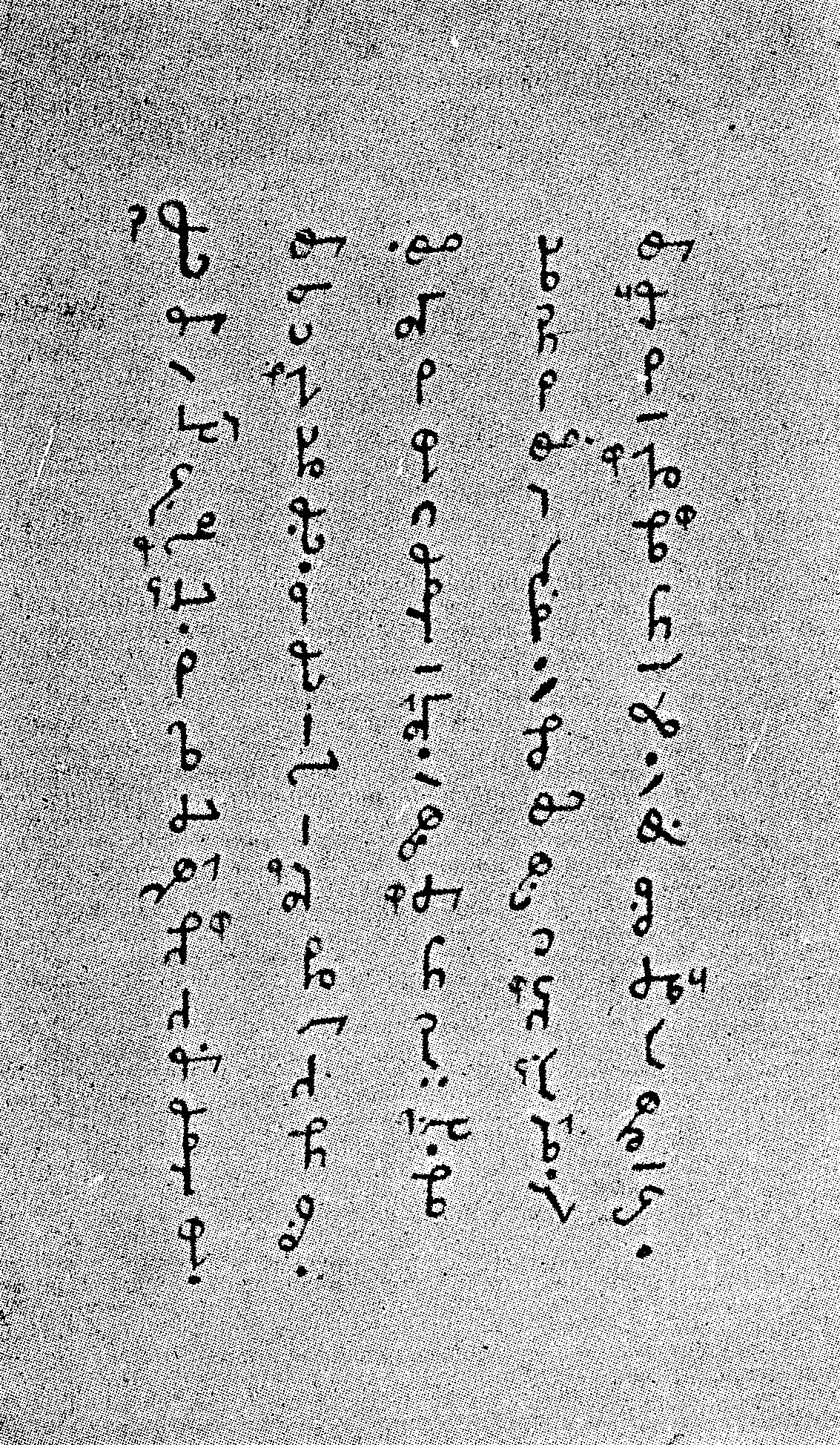
Eine Seite aus der Handschrift The Divine Prophecies of the Ten Sibyls („Die göttlichen Prophezeiungen der zehn Sibyllen“), von Jane Seager, 1589 in Characterie geschrieben

Bei der Characterie handelt es sich um eine Wortschrift, das heißt, die Zeichen stehen für einzelne Wörter. Als Ausgangsmaterial dient ein Alphabet aus 18 Zeichen, die aus am Kopf geformten einfachen Abstrichen bestehen:

a

b

c/k/q

d

e

f

g

h

i/j/y

l

m

n

o

p

r

s

t

u/v/w
Diese Basiszeichen stehen grundsätzlich für den Anfangsbuchstaben des zu schreibenden Wortes. Indem Bright die Alphabetzeichen zusätzlich am Fuß auf zwölf verschiedene Arten formte und die Striche in vier verschiedenen Lagen (neben senkrecht noch waagerecht und in den beiden Diagonalen) benutzte, schuf er auf diese Weise aus jedem Alphabetzeichen Dutzende von Ableitungen, die jeweils für bestimmte Wörter standen. Die folgenden Zeichen für Wörter, die mit dem Buchstaben A beginnen, zeigen die zwölf möglichen Formen des Zeichenfußes:

 abound 

 about 

 accept 

 accuse 

 advance 

 air 

 again 

 age 

 all 

 almost 

 also 

 although 
Dieselben Formen, aber um 90 Grad nach links gedreht, stehen für zwölf weitere Wörter:

 alter 

 am 

 ammend 

 anger 

 anoint 

 apparel 

 appertain 

 appoint 

 arm 

 art 

 ass 

 at 
Insgesamt hat Bright 538 auf diese Weise gebildeten Zeichen eine Wortbedeutung zugeordnet. Vom Mittel der Schrägstellung hat er viel weniger Gebrauch gemacht. Für Wörter mit dem Anfangsbuchstaben B sind es folgende:

 bone 

 book 

 borrow 

 both 

 bottom 

 bread 

 break 

 breed 

 breast 

 bright 

 brittle 

 brother 

 bruise 

 burn 

 busy 

 but 
Wörter, die in diesem Grundstock fehlen, konnten mit zwei Methoden dargestellt werden: Die erste Methode bestand darin, dass ein Zeichen für ein sinnverwandtes Wort geschrieben und das Zeichen für den Anfangsbuchstaben des neuen Wortes links daneben gesetzt wurde. So gab es zum Beispiel für apple (Apfel) kein eigenes Zeichen. Dieses Wort wurde also mit dem Zeichen für fruit (Frucht), das im Grundstock enthalten war und dem Zeichen für a geschrieben:

 fruit 

 (Frucht) 

 apple 

 (Apfel) 
Mit p als Unterscheidungsbuchstaben bedeutete das Schriftbild entsprechend pear (Birne) usw.
Weitere Beispiele:

 desire 

 (begehren) 

 wish 

 (wünschen) 

 beast 

 (Tier) 

 horse 

 (Pferd) 
Bei der zweiten Methode wurde ein Wort mit entgegengesetzter Bedeutung geschrieben und das Alphabetzeichen für den Anfangsbuchstaben des neuen Wortes wurde rechts daneben gesetzt. Aus dem Zeichen für good (gut) entstand mit dem Zeichen für e somit evil (schlecht):

 good 

 (gut) 

 evil 

 (schlecht) 
Weitere Beispiele:

 up 

 (hinauf) 

 down 

 (hinunter) 

 begin 

 (beginnen) 

 define 

 (beenden) 

 winter 

 (Winter) 

 summer 

 (Sommer) 
Das Finden geeigneter Wörter für diese Methoden konnte natürlich nicht erst im Moment des Schreibens erfolgen, sondern musste vorbereitet und eingeübt werden. Zu diesem Zweck lieferte Bright in seinem Lehrbuch eine lange Liste mit geeigneten Wortpaaren mit. Allerdings war dieses System nicht eindeutig und erlaubte oft nur eine ungefähre Wiedergabe. So konnte  (Das Zeichen für bird „Vogel“ mit links hinzugefügtem Zeichen für s) swan (Schwan), snipe (Schnepfe), sparrow (Spatz), stork (Storch), swallow (Schwalbe) usw. bedeuten.
Für 32 häufige Wörter (vor allem Partikeln) und Phrasen hat Bright besondere Zeichen aufgestellt, die teilweise aus einer Vorstufe der Characterie stammen. Die Schreibrichtung verlief von oben nach unten.
Trotz ihres Schwierigkeitsgrades wurde die Characterie erfolgreich zum Nachschreiben von Predigten und Reden verwendet. Auch Theateraufführungen (zum Beispiel von Shakespeare-Dramen) wurden mit diesem System heimlich mitstenografiert, um die Stücke dann gegen den Willen der Verfasser zu veröffentlichen, die aufgrund eines fehlenden Urheberrechts selbst kein Interesse an einer Veröffentlichung hatten.
Brights Schrift wurde ab 1602 vom System nach John Willis verdrängt, der seine Schrift als Buchstabenschrift konzipiert hatte.